# Francisco Barbado Viejo
Francisco Barbado Viejo, O.P., (La Cortina, provincia de Oviedo; 9 de junio de 1890-Salamanca; 29 de abril de 1964) fue un obispo y religioso dominico español. 

## Biografía
Nació en La Cortina (Asturias) en 1890. Era hermano del sacerdote y también fraile dominico Manuel Barbado Viejo, O.P., que fue profesor de Psicología experimental en el Colegio internacional Angelicum de Roma, catedrático de la misma disciplina en la Universidad de Madrid y primer director del Instituto de Filosofía Luis Vives del Consejo Superior de Investigaciones Científicas (CSIC).

### Formación
Ingresó en el noviciado que la Orden de Predicadores tiene en Almagro el 12 de noviembre de 1905, profesando el 18 de noviembre del año siguiente. Estudió Letras clásicas, Humanidades y Filosofía en el Colegio de los Padres Dominicos tienen en el noviciado de Almagro. Posteriormente fue enviado a cursar estudios de Teología en el Colegio Internacional Angelicum de Roma (actual Universidad Pontificia de Santo Tomás de Aquino), donde llegó a obtener el doctorado en Sagrada Teología el 5 de junio de 1914. Un año antes, el 25 de julio de 1913, fue ordenado sacerdote. En los años inmediatamente posteriores se le encomienda realizar estudios de especialización en Sagrada Escritura, por lo que obtuvo la licenciatura en Sagrada Escritura por la Comisión Pontificia de "Re Bíblica" en Roma el 8 de junio de 1917. Se consagró a los estudios de Teología y de Sagrada Escritura, de la que ha tratado preferentemente en conferencias y en sus pastorales y demás documentos.
Fue profesor y maestro de novicios en el Colegio de los dominicos en Almagro, y profesor y maestro de estudiantes en el Convento de San Esteban de Salamanca.

### Episcopado

#### Obispo de Coria
El primero de mayo de 1935 fue preconizado obispo de Coria. Fue consagrado obispo al mes siguiente, el 29 de junio, por el beato Narciso de Estenaga -mártir en la guerra civil española-, por aquel entonces obispo titular de Dora, siendo co-consagrantes Albino González Menéndez-Reigada, O.P., y Luciano Pérez Platero.
Tomó posesión de la diócesis el 7 de julio de 1935 e hizo su entrada el día 25 de julio del mismo año. Ya obispo en la diócesis de Coria, la Acción Católica fue una de sus preocupaciones en todo tiempo, y a él se debe la organización de las distintas ramas, primero en Cáceres y después en los pueblos. Su labor al frente de esta organización culminó en distintas campañas organizadas con todo esplendor y solemnidad. Otra de las preocupaciones que con más solicitud atendió el doctor Barbado Viejo fue el Seminario, que entre 1935 y 1942 fue totalmente transformado.
Con el inicio de la guerra civil española se adhirió inmediatamente al bando sublevado, firmando la Carta colectiva de los obispos españoles con motivo de la guerra en España, que había sido redactada por el arzobispo de Toledo Isidro Gomá.  

#### Obispo de Salamanca
El 30 de diciembre de 1942 fue nombrado obispo de Salamanca, tomando posesión el 10 de abril del año siguiente. Uno de sus principales desvelos fue la Universidad Pontificia de Salamanca, de la que fue Gran Canciller desde 1943 hasta 1964. Trató de convertirla en un centro de estudios de referencia.  
También fue presidente de la Comisión encargada de auspiciar la publicación de la Biblioteca de Autores Cristianos. Desde este cargo "estimuló al grupo de profesores dominicos para la redacción de la Suma teológica bilingüe (texto latino crítico de la edición Leonina, con versión española y amplias e iluminadoras introducciones), que apareció en 16 gruesos volúmenes (Madrid, BAC, 1947-1960), y que constituyó un instrumento valiosísimo para el estudio y difusión del tomismo en lengua española".
Murió el 29 de abril de 1964. Por su expreso deseo, fue enterrado en la catedral Vieja de Salamanca, frente el altar de Nuestra Señora de la Vega, patrona de la ciudad.

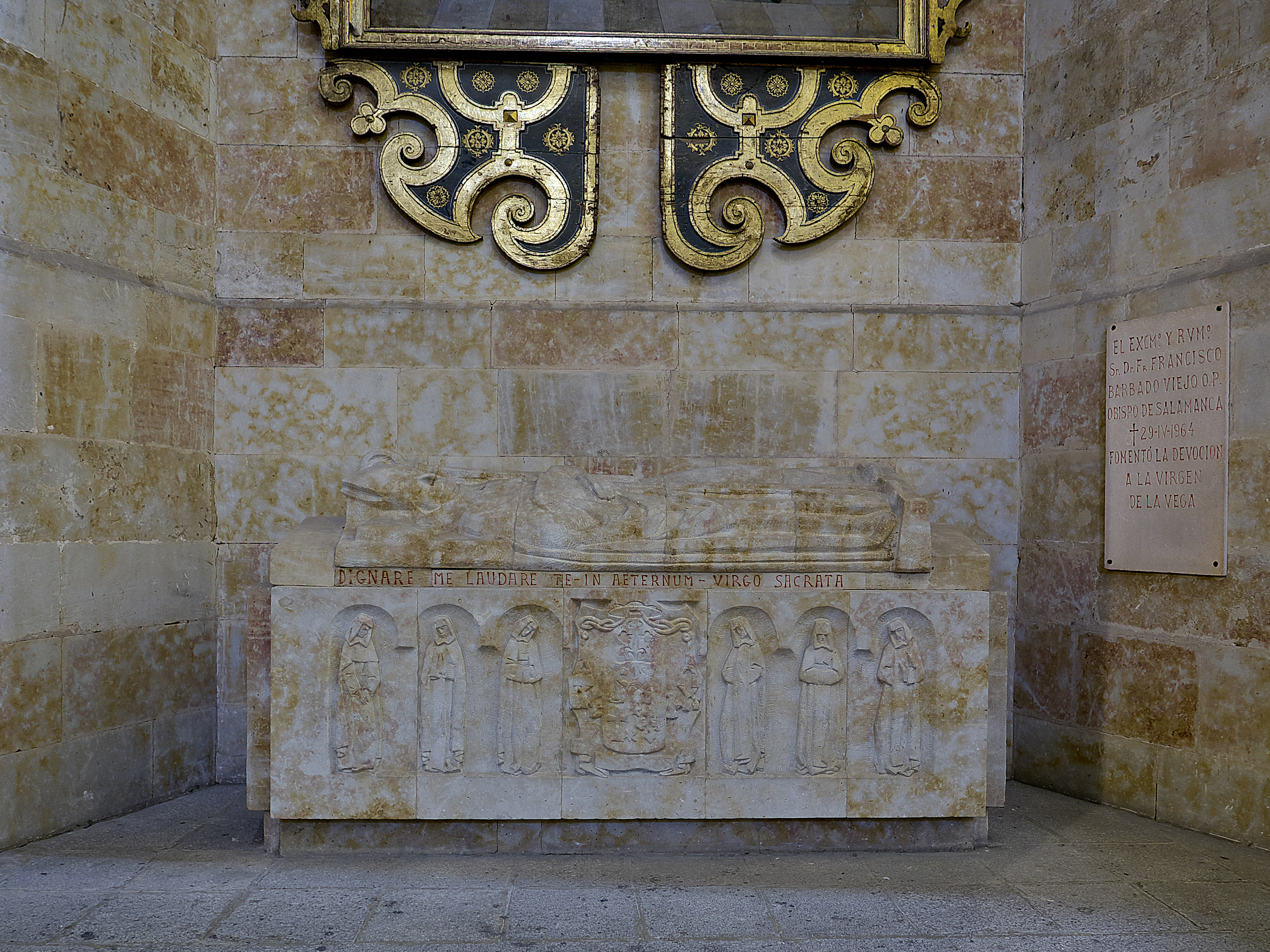
Sepulcro del obispo Barbado Viejo en la catedral de Salamanca.

## Distinciones y condecoraciones
- Gran Cruz de Alfonso X el Sabio (1953).

El 29 de junio de 1960 con motivo del veinticinco aniversario de su episcopado se le rindió un homenaje en Salamanca en el que se le concedió:
- Título de Hijo Predilecto de la ciudad.
- Medalla de Oro de la Provincia.
- Gran cruz de la Orden de Isabel la Católica[6]

## Obras

### Libros
- Catecismo expositivo católico.

### Boletines
- "Boletín de Sagrada Escritura", en: La Ciencia Tomista 27 (1923) 375-384.